# Tihu järv
Tihu järv är en sjö på Dagö i västra Estland. Den ligger i Käina kommun i landskapet Hiiumaa (Dagö), 140 km sydväst om huvudstaden Tallinn. Tihu järv ligger 14 meter över havet. Arean, exklusive öar, är 0,49 kvadratkilometer. Sjön är mycket grund, största djup är inte ens en halvmeter.
Inlandsklimat råder i trakten. Årsmedeltemperaturen i trakten är 3 °C. Den varmaste månaden är juli, då medeltemperaturen är 17 °C, och den kallaste är januari, med −10 °C.